# 私事性的画像記録の提供等による被害の防止に関する法律
私事性的画像記録の提供等による被害の防止に関する法律（しじせいてきがぞうきろくのていきょうとうによるひがいのぼうしにかんするほうりつ、平成26年11月27日法律第126号）は、リベンジポルノによる被害防止に関する日本の法律である。リベンジポルノ防止法、リベンジポルノ規制法などと通称・略称される。
2013年10月に発生した三鷹ストーカー殺人事件を機にリベンジポルノへ対処する契機が強まり、2014年11月に国会で成立した。第三者が被写体を特定できる方法で、プライベートとして撮影された性的画像記録を不特定または多数の者に提供した場合は3年以下の懲役または50万円以下の罰金を科す。画像記録を拡散させる目的で特定の者に提供した場合も1年以下の懲役または30万円以下の罰金としている。また、特定電気通信役務提供者の損害賠償責任の制限及び発信者情報の開示に関する法律（プロバイダ責任制限法）に基づいたネット上の画像削除についてプライベートとして撮影された性的画像記録に関しては特例を設け、発信者の反論がない際に削除するまでの期間について通常は7日間の照会期間を2日間に短縮する規定が設けられた。
主務官庁は警察庁生活安全局人身安全・少年課と総務省総合通信基盤局電気通信技術システム課で、内閣府男女共同参画局男女間暴力対策課および法務省刑事局刑事課と連携して執行にあたる。

## 内容
目的
定義
私事性的画像記録提供等
- 私事性的画像記録の公表罪：第3条1項
- 私事性的画像記録物の公表罪：第3条2項
- 公表目的提供罪：第3条3項
- 親告罪：第3条4項
- 国民の国外犯：第3条5項

プロバイダ責任制限法の特例
支援体制の整備等
被害の発生を未然に防止するための教育および啓発

## 附帯決議
2014年11月18日参議院総務委員会は法案可決に際し附帯決議を全会一致で決議し、法施行に当たり政府が私事性的画像記録等に関し実現すべき努力義務を定めた。
- 被害に関し、件数等の実態把握に努めること。
- 拡散抑制に向け、提供手段等の高度化及び多様化に対応すべく、その動向を分析し、地方公共団体等との適切な情報の共有を図ること。
- 拡散した場合においてはその被害の回復が著しく困難となることに鑑み、プロバイダ等による削除が迅速かつ適正に行われるよう、必要な要請や支援を行うこと。
- 提供等による被害の防止に資するため、関係行政機関、民間企業等と連携して必要な教育活動及び啓発活動を実施し、国民の十分な理解と関心を深めるよう努めること。
- 本法の実効性を高めるため、外国のサーバーを経由するなどした場合における被害回復及び処罰の確保に資する国際協力の取組を強化すること。
- 本法の執行に当たり、私事性的画像記録であることを認識していない第三者が第三条第一項から第三項までの行為を行った場合、罪を被らないように配慮すること。

## 適用例
同法の初適用は、2015年1月下旬に福島県のショッピングセンターの駐車場で元交際相手の性的な写真数十枚をばら撒いた33歳の男を同年2月19日に逮捕した例である。リベンジポルノをネット上にアップロードする行為での初適用は、同年3月11日にTwitter（現X）への投稿で39歳の男を逮捕した例である。
同年3月27日、本人の顔が写ってなくても本人と認識可能であるとして、リベンジポルノをTwitterに投稿した50歳の男を逮捕。同月30日、本人と特定できる情報と共にポルノ画像を掲示板サイトにアップロードしたとして43歳の男を逮捕、復讐の意思がなくても本人の許可がなければ処罰の対象となるとされた。
同年4月2日、法施行以降警察に寄せられているリベンジポルノに関する被害者からの相談件数が昨年末の約1か月で110件に達したと警察庁が公表した。110件のうち被害者の9割が女性、約6割が20代以下であった。また、全国で報道されている事件以外にも3件の摘発があったことが公表され、法改正後の摘発件数は7件、投稿者に直接警告や削除命令を出したケースも49件となった。
同年5月17日、盗撮した動画をネット上で販売したとして芸能プロダクションの社長ら5人を逮捕。同月22日、13年前に交際していた相手のリベンジポルノをネット上に掲載したとして45歳の男を逮捕。同年6月19日、LINEでリベンジポルノを送信し復縁を迫り女性を脅迫したとして24歳の男を逮捕。
同年6月23日、投稿者以外の第三者がリベンジポルノ画像を拡散（転載）させたとして逮捕された初事例として、LINEで知人女性の裸の画像を投稿し逮捕された男と、その画像をダウンロードし別のグループトークに同じ画像を投稿した男を逮捕。同年7月15日、リベンジポルノをTwitterに投稿した男に懲役2年、執行猶予3年の有罪判決。同年8月28日、Twitterにリベンジポルノを投稿したとして30歳の男を逮捕。同年10月6日、Twitterでリベンジポルノの投稿や嫌がらせ目的のなりすまし投稿を繰り返していたストーカーの男を逮捕。2016年10月19日、盗撮無修正動画を配信した容疑でサイト運営会社社員と盗撮実行犯含め17人を逮捕。